# بخش نتچئو
بخش نتچئو (انگلیسی: Ntcheu District) یکی از بخش‌های کشور مالاوی است.
این بخش ۳٬۴۲۴ کیلومتر مربع مساحت و ۲۲۶٬۵۶۷ نفر جمعیت دارد و مرکز آن شهر نتچئو می‌باشد.